# Paromola rathbunae
Paromola rathbunae is een krabbensoort uit de familie van de Homolidae. De wetenschappelijke naam van de soort is voor het eerst geldig gepubliceerd in 1908 door Porter.